# Скальковская, Ольга Аполлоновна
Ольга Аполлоновна Скальковская (в замужестве — Бертенсон; 1850, Одесса, Российская империя — 1941, Ленинград, РСФСР) — российская оперная (драматическое сопрано) и камерная певица. Обладала ровным и звучным голосом густого тембра.

## Биография
Родилась в семье члена-корреспондента Санкт-Петербургской академии наук историка Аполлона Александровича Скальковского (1808—1899).
Обучалась пению в Санкт-Петербургской консерватории (класс К. Эверарди) по окончании которой с 1875 по 1877 год была солисткой Мариинского театра. Дебютировала в театре в партии Маргариты («Фауст», Ш. Гуно). Публика и критики тепло встретили новую певицу: 

«Новая Маргарита пленила слушателей чрезвычайно симпатичным своим голосом… наружностью и в особенности необыкновенной естественностью и непосредственностью исполнения. Природное дарование артистки проявлялось на каждом шагу, естественная игра, выразительная мимика, внятное произношение, прекрасный голос»— Музыкальный листок, 1875
Первая исполнительница партий: Мирры («Сарданапал», В. Жонсьера) и Йеди («Сын мандарина», Ц. Кюи). Среди других партий: Горислава («Руслан и Людмила», М. Глинки), Тамара («Демон» А. Рубинштейна); Паж Урбан («Гугеноты», Дж. Мейербера).
Партнёрами певицы были: В. Н. Алейников, С. И. Габель, П. А. Лодий, Е. П. Кадмина, Ф. П Комиссаржевский, И. А. Мельников, О. О. Палечек. Пела под управлением дирижёров В. И. Главача, Э. Ф. Направника.
С 1870-х по 1880-е годы выступала в Санкт-Петербурге и Москве с концертами, исполняя романсы Р. Шумана, П. Виардо, Ц. Кюи, П. Чайковского, М. Балакирева, М. Мусоргского (композитор лично неоднократно выступал с певицей в концертах), А. Даргомыжского и других.
Выйдя замуж за известного медика Льва Бертенсона, оставила сцену и посвятила себя преимущественно педагогической деятельности.
Имеется портрет певицы художника Э. Липгарта (1891), находящийся в собрании государственного Русского музея.

## Семья
- Отец — Аполлон Александрович Скальковский (1808—1899), историк
- Муж — Лев Бернардович Бертенсон (1850—1929), врач
  - Сын — Борис Львович Бертенсон (1878—1905), врач, погиб при Цусиме в 1905 году;
  - Сын — Михаил Львович Бертенсон (15.10.1888-07.05.1933), капитан II ранга, похоронен на Никольском кладбище Александро-Невской лавры.
  - Сын — Сергей Львович Бертенсон (1885—1962), библиограф, историк литературы и театра, переводчик.
  - Дочь[4].